# Coupe d'Afrique du Nord de football 1953-1954
 (juillet 2021).
 (juillet 2021).
Navigation
Coupe AFN 1952-1953 Coupe AFN 1954-1955
Cet article traite de l'édition 1953-1954 de la Coupe d'Afrique du Nord de football. Il s'agit de la dix-huitième édition de cette compétition, qui s'est terminée par une victoire de l'USCC Témouchent.
Lors de la finale, deux équipes de la Ligue d'Oran se sont affrontées : l'USCC Témouchent et l'US Musulmane Oran. La rencontre s'est soldée par une victoire de l'USCC Témouchent sur le score d'un but à zéro.
L'USCC Témouchent remporte ainsi la compétition pour la première fois de son histoire, offrant à la Ligue d'Oran son sixième sacre depuis la création du tournoi. De son côté, l'US Musulmane Oran subit sa première défaite en finale de cette compétition.
Au total, 32 matchs ont été disputés lors de cette édition, dont deux matchs d'appui, sans compter les tours préliminaires. Trente-deux équipes issues de cinq ligues différentes y ont participé : la Ligue d'Alger, la Ligue d'Oran, la Ligue de Tunisie, la Ligue du Maroc et la Ligue de Constantine.
Lors de la finale, ce sont deux équipes de la Ligue d'Oran qui se sont rencontrées. Ces deux équipes sont respectivement l'USCC Témouchent et l'US Musulmane Oran. La finale se termina par une victoire de l'USCC Témouchent sur le score d'un but à zéro.
L'USCC Témouchent remporta la compétition pour la toute première fois de son histoire et a permis à sa ligue, la Ligue d'Oran d'obtenir un sixième sacre dans la compétition depuis sa création. L'US Musulmane Oran est défaite pour la première fois en finale dans la compétition.
Au total, lors de cette édition, 32 matchs ont été joués, dont deux matchs d'appui sans compter les tours préliminaires, avec 32 participants des cinq ligues différentes que sont la Ligue d'Alger, la Ligue d'Oran, la Ligue de Tunisie, la Ligue du Maroc et la Ligue de Constantine.

## Parcours LMFA-Maroc

### Premier Tour
|    | Date | Club | Score | Club | Lieu |
| -- | ---- | ---- | ----- | ---- | ---- |
| 1  |      | ...  | -     | ...  |      |
| 2  |      | ...  | -     | ...  |      |
| 3  |      | ...  | -     | ...  |      |
| 4  |      | ...  | -     | ...  |      |
| 5  |      | ...  | -     | ...  |      |
| 6  |      | ...  | -     | ...  |      |
| 7  |      | ...  | -     | ...  |      |
| 8  |      | ...  | -     | ...  |      |
| 9  |      | ...  | -     | ...  |      |
| 10 |      | ...  | -     | ...  |      |
| 11 |      | ...  | -     | ...  |      |
| 12 |      | ...  | -     | ...  |      |

### Deuxième Tour
|    | Date | Club | Score | Club | Lieu |
| -- | ---- | ---- | ----- | ---- | ---- |
| 1  |      | ...  | -     | ...  |      |
| 2  |      | ...  | -     | ...  |      |
| 3  |      | ...  | -     | ...  |      |
| 4  |      | ...  | -     | ...  |      |
| 5  |      | ...  | -     | ...  |      |
| 6  |      | ...  | -     | ...  |      |
| 7  |      | ...  | -     | ...  |      |
| 8  |      | ...  | -     | ...  |      |
| 9  |      | ...  | -     | ...  |      |
| 10 |      | ...  | -     | ...  |      |
| 11 |      | ...  | -     | ...  |      |
| 12 |      | ...  | -     | ...  |      |

### Troisième Tour
- le 29 novembre 1953[1]: :

|    | Date | Club                 | Score     | Club               | Lieu |
| -- | ---- | -------------------- | --------- | ------------------ | ---- |
| 1  |      | SC Mazagan           | 4 - 3     | USA Casablanca     |      |
| 2  |      | Fédala Sports        | 1 - 1     | FUS de Rabat       |      |
| 3  |      | AS Marrakech         | 2 - 2     | Olympique Marocain |      |
| 4  |      | KAC Marrakech        | 4 - 0     | ASPTT Casablanca   |      |
| 5  |      | Maghreb Rabat        | 3 - 0     | PAS                |      |
| 6  |      | ASF Tanger           | 3 - 2     | SC Taza            |      |
| 7  |      | USD Meknès           | 5 - 4     | AS Rabat           |      |
| 8  |      | SCC Roches Noires    | 1 - 0     | US Safi            |      |
| 9  |      | MC Oujda             | 2 - 1 a.p | US Petit Jean      |      |
| 10 |      | Racing de Casablanca | 2 - 0     | CA Port-Lyautey    |      |
| 11 |      | Stade Marocain       | 4 - 1     | ASP Fès            |      |

### Quatrième Tour
|   | Date             | Club                 | Score | Club              | Lieu |
| - | ---------------- | -------------------- | ----- | ----------------- | ---- |
| 1 | 20 décembre 1953 | Racing de Casablanca | 3 - 0 | SC Mazagan        |      |
| 2 |                  | SA Marrakech         | 2 - 1 | KAC Marrakech     |      |
| 3 |                  | Maghreb Rabat        | 1 - 0 | ASF Tanger        |      |
| 4 |                  | USD Meknès           | 2 - 1 | MC Oujda          |      |
| 5 |                  | Stade Marocain       | 4 - 0 | FUS de Rabat      |      |
| 6 |                  | Olympique Marocain   | 1 - 0 | SCC Roches Noires |      |

## Parcours LTFA-Tunisie

### Tour 1
|    | Date | Club | Score | Club | Lieu |
| -- | ---- | ---- | ----- | ---- | ---- |
| 1  |      | ...  | -     | ...  |      |
| 2  |      | ...  | -     | ...  |      |
| 3  |      | ...  | -     | ...  |      |
| 4  |      | ...  | -     | ...  |      |
| 5  |      | ...  | -     | ...  |      |
| 6  |      | ...  | -     | ...  |      |
| 7  |      | ...  | -     | ...  |      |
| 8  |      | ...  | -     | ...  |      |
| 9  |      | ...  | -     | ...  |      |
| 10 |      | ...  | -     | ...  |      |
| 11 |      | ...  | -     | ...  |      |
| 12 |      | ...  | -     | ...  |      |
| 13 |      | ...  | -     | ...  |      |
| 14 |      | ...  | -     | ...  |      |
| 15 |      | ...  | -     | ...  |      |
| 16 |      | ...  | -     | ...  |      |

### Tour 2
|    | Date | Club | Score | Club | Lieu |
| -- | ---- | ---- | ----- | ---- | ---- |
| 1  |      | ...  | -     | ...  |      |
| 2  |      | ...  | -     | ...  |      |
| 3  |      | ...  | -     | ...  |      |
| 4  |      | ...  | -     | ...  |      |
| 5  |      | ...  | -     | ...  |      |
| 6  |      | ...  | -     | ...  |      |
| 7  |      | ...  | -     | ...  |      |
| 8  |      | ...  | -     | ...  |      |
| 9  |      | ...  | -     | ...  |      |
| 10 |      | ...  | -     | ...  |      |
| 11 |      | ...  | -     | ...  |      |
| 12 |      | ...  | -     | ...  |      |

### Dernier Tour
- le :

|   | Date | Club               | Score | Club | Lieu |
| - | ---- | ------------------ | ----- | ---- | ---- |
| 1 |      | ES Sahel           | -     | ...  |      |
| 2 |      | CA Gaz Tunis       | -     | ...  |      |
| 3 |      | Stade Tunisien     | -     | ...  |      |
| 4 |      | Olympique de Tunis | -     | ...  |      |
| 5 |      | Patriote de Sousse | -     | ...  |      |
| 6 |      | CS Hammam Lif      | -     | ...  |      |

## Parcours LAFA-Alger

### Tour 1
|    | Date | Club             | Score | Club | Lieu |
| -- | ---- | ---------------- | ----- | ---- | ---- |
| 1  |      | US Fort-de-l'Eau | -     | ...  |      |
| 2  |      | WA Rivet         | -     | ...  |      |
| 3  |      | US Blida         | -     | ...  |      |
| 4  |      | ESM Koléa        | -     | ...  |      |
| 5  |      | SCU El Biar      | -     | ...  |      |
| 6  |      | JSM Alger        | -     | ...  |      |
| 7  |      | RU Alger         | -     | ...  |      |
| 8  |      | ES Zéralda       | -     | ...  |      |
| 9  |      | JSI Issers       | -     | ...  |      |
| 10 |      | AS Trèfle Alger  | -     | ...  |      |
| 11 |      | JS Kabylie       | -     | ...  |      |
| 12 |      | USM Marengo      | -     | ...  |      |

### Tour 2
- le 8 novembre 1953[2]:
- l'entre en lice les clubs de Division d'honneur:

|    | Date | Club                    | Score | Club             | Lieu |
| -- | ---- | ----------------------- | ----- | ---------------- | ---- |
| 1  |      | AS Boufarik             | 5 - 1 | US Fort-de-l'Eau |      |
| 2  |      | O Marengo               | 4 - 0 | WA Rivet         |      |
| 3  |      | FC Blida                | 5 - 0 | US Blida         |      |
| 4  |      | AS Saint-Eugène         | 5 - 1 | ESM Koléa        |      |
| 5  |      | SCU El Biar             | 2 - 1 | GS Alger         |      |
| 6  |      | Red Star Algérois       | 2 - 1 | JSM Alger        |      |
| 7  |      | RU Alger                | 3 - 0 | MC Alger         |      |
| 8  |      | Olympique d'Hussein-Dey | 2 - 1 | ES Zéralda       |      |
| 9  |      | USM Blida               | 3 - 1 | JSI Issers       |      |
| 10 |      | RC Maison-Carrée        | 5 - 1 | AS Trèfle Alger  |      |
| 11 |      | GS Orléansville         | 3 - 0 | JS Kabylie       |      |
| 12 |      | Stade Guyotville        | 2 - 1 | USM Marengo      |      |

### Dernier Tour
- le 6 décembre 1953[3] :

|   | Date | Club              | Score     | Club                    | Lieu |
| - | ---- | ----------------- | --------- | ----------------------- | ---- |
| 1 |      | AS Boufarik       | 2 - 1 a.p | RC Maison-Carrée        |      |
| 2 |      | AS Saint-Eugène   | 1 - 0     | SCU El Biar             |      |
| 3 |      | O Marengo         | 4 - 2     | FC Blida                |      |
| 4 |      | GS Orléansville   | 3 - 1     | Stade Guyotville        |      |
| 5 |      | Red Star Algérois | 3 - 1     | RU Alger                |      |
| 6 |      | USM Blida         | 1 - 0     | Olympique d'Hussein-Dey |      |

## Parcours LOFA-Oran

### Premier Tour
Le match joué le Dimanche 23 août 1953 
|                         | Date | Club             | Score               | Club                     | Lieu |
| ----------------------- | ---- | ---------------- | ------------------- | ------------------------ | ---- |
| 1                       |      | AS Musulman      | 7 - 2               | US Hammam Bou Hadjar     |      |
| 2                       |      | AS Eckmühl       | 5 - 1               | Mercier-Lacombe Sportive |      |
| 3                       |      | JSM Tiaret       | 5 - 1               | MC Oran                  |      |
| 4                       |      | GC Ain Tédeles   | 4 - 1               | USM Témouchent           |      |
| 5                       |      | SSEP Maghnia     | 3 - 2               | JS Ain El Turck          |      |
| 6                       |      | USM Trézel       | 2 - 0               | CO Boulanger             |      |
| 7                       |      | ES El Ançor      | 2 - 1               | US Perrégaux             |      |
| 8                       |      | JS Marine d'Oran | 2 - 1               | ES Saint-Louis           |      |
| 9                       |      | FC Chollet       | 0 - 0               | Relizanaise              |      |
| 10                      |      | US Arzew         | par forfait         | CS Guiard                |      |
| 11                      |      | ES Tlemcen       | par forfait         | GS Tiaret                |      |
| 12                      |      | CO Sénia         | par forfait         | Stade Cartésien          |      |
| Match rejoué le 29 août |      |                  |                     |                          |      |
|                         |      | Relizanaise      | 3 - 0 match arrêter | FC Chollet               |      |

### Deuxième Tour
Le match joué le Dimanche 30 août 1953 
|    | Date | Club                | Score | Club                      | Lieu |
| -- | ---- | ------------------- | ----- | ------------------------- | ---- |
| 1  |      | USM Trézel          | 4 - 1 | OC Bousquet (MCB Hadjadj) |      |
| 2  |      | SC Lourmel          | 1 - 0 | ES El Ançor               |      |
| 3  |      | AS Eckmühl          | 2 - 0 | SC Choupot                |      |
| 4  |      | CAL Oran            | 2 - 1 | AS Montgolfier            |      |
| 5  |      | WAC Mercier-Lacombe | 5 - 2 | Réveil Sportif Oranais    |      |
| 6  |      | WA Mostaganem       | 3 - 1 | US Arzew                  |      |
| 7  |      | JSM Tiaret          | 3 - 1 | SSEP Maghnia              |      |
| 8  |      | JSMTO de Tlemcen    | 3 - 0 | CO Sénia                  |      |
| 9  |      | ES Tlemcen          | 1 - 0 | SA Palikao                |      |
| 10 |      | AS Musulman         | 5 - 0 | GC Ain Tédeles            |      |
| 11 |      | JS Marine d'Oran    | 2 - 0 | Rail Club Oran            |      |
| 12 |      | RJFM Relizane       | -     | Relizanaise               |      |

### Troisième Tour
Le match joué le Dimanche 20 septembre 1953 
|    | Date | Club             | Score | Club                | Lieu               |
| -- | ---- | ---------------- | ----- | ------------------- | ------------------ |
| 1  |      | CAL Oran         | 2 - 1 | SC Sigois           | Oran               |
| 2  |      | CC Sig           | 7 - 0 | SC Lourmel          | Saint-Denis du Sig |
| 3  |      | SO Salado        | 2 - 0 | Rail Club Oran      | Oran               |
| 4  |      | AS Marine d'Oran | 5 - 0 | WAC Mercier-Lacombe | Oran               |
| 5  |      | AS Musulman      | 3 - 2 | OM Arzew            | Arzew              |
| 6  |      | JSM Tiaret       | 5 - 2 | ES Mostaganem       | Tiaret             |
| 7  |      | Perrégaux GS     | 3 - 2 | USM Trézel          | Trézel             |
| 8  |      | USFA Tlemcen     | 7 - 0 | WA Mostaganem       | Tlemcen            |
| 9  |      | GC Mascara       | 3 - 0 | AS Eckmühl          | Oran               |
| 10 |      | JSMTO de Tlemcen | 2 - 1 | JS Saint-Eugène     | Tlemcen            |
| 11 |      | ES Tlemcen       | 3 - 1 | US Laferrière       | Tlemcen            |
| 12 |      | RJFM Relizane    | 4 - 2 | MC Saïda            | Relizane           |

| Titulaires : |  |
| |  |
| (Maillot) 1. Michel Padilla 2. Wagner 3. Briand 4. Ben Ali 5. Georges Vivès 6. Gomez 7. Foulcher 8. Antoine Pascual 9. Ramon 10. Missoum 11. Canovas |  |

| Titulaires : |  |
| |  |
| (Maillot) 1. Boussakou 2. Mezouari 3. Belkada 4. Kouari 5. Belkhari 6. Yacoub 7. Benkissi 8. Mekika 9. Amroun 10. Farhi 11. Derrar |  |

| Titulaires : |  |
| |  |
| (Maillot) 1. Michel Padilla 2. Wagner 3. Briand 4. Ben Ali 5. Georges Vivès 6. Gomez 7. Foulcher 8. Antoine Pascual 9. Ramon 10. Missoum 11. Canovas |  |

| Titulaires : |  |
| |  |
| (Maillot) 1. Boussakou 2. Mezouari 3. Belkada 4. Kouari 5. Belkhari 6. Yacoub 7. Benkissi 8. Mekika 9. Amroun 10. Farhi 11. Derrar |  |

### Quatrième Tour
Le match joué le Dimanche 18 octobre 1953 
|                 | Date | Club             | Score | Club             | Lieu           |
| --------------- | ---- | ---------------- | ----- | ---------------- | -------------- |
| 1               |      | AS Musulman      | 3 - 0 | GC Saïda         | Oran           |
| 2               |      | AS Marine d'Oran | 1 - 1 | IS Mostaganem    | Oran           |
| 3               |      | AGS Mascara      | 3 - 0 | CAL Oran         | Oran           |
| 4               |      | SS Marsa         | 4 - 2 | JSMTO de Tlemcen | Tlemcen        |
| 5               |      | USM Oran         | 3 - 1 | ES Tlemcen       | Tlemcen        |
| 6               |      | JSM Tlemcen      | 5 - 3 | CC Sig           | Tlemcen        |
| 7               |      | JSM Tiaret       | 2 - 1 | USM Bel Abbès    | Tiaret         |
| 8               |      | SC Bel-Abbès     | 4 - 0 | USFA Tlemcen     | Bel-Abbès      |
| 9               |      | GC Oran          | 2 - 1 | RJFM Relizane    | Relizane       |
| 10              |      | CDJ Oran         | 3 - 1 | Perrégaux GS     | Perrégaux      |
| 11              |      | FC Oran          | 1 - 0 | GC Mascara       | Mascara        |
| 12              |      | USCC Témouchent  | 2 - 1 | SO Salado        | Ain Témouchent |
| Match rejoué le |      |                  |       |                  |                |
| 6               |      | IS Mostaganem    | -     | AS Marine d'Oran |                |

### Cinquième Tour
Le match joué le Dimanche 29 novembre 1953  :
|   | Date | Club            | Score     | Club          | Lieu                |
| - | ---- | --------------- | --------- | ------------- | ------------------- |
| 1 |      | GC Oran         | 3 - 0     | IS Mostaganem | Monréal / Oran      |
| 2 |      | JSM Tlemcen     | 2 - 1     | AS Musulman   | Stade CALO / Oran   |
| 3 |      | SS Marsa        | 0 - 3     | USM Oran      | Mers El Kebir       |
| 4 |      | AGS Mascara     | 3 - 2 a.p | CDJ Oran      | Municipal / Mascara |
| 5 |      | JSM Tiaret      | 2 - 1     | FC Oran       | Tiaret              |
| 6 |      | USCC Témouchent | 4 - 2     | SC Bel-Abbès  | Ain Témouchent      |

| Titulaires : |  |
|              |  |
| (Maillot)    |  |

| Titulaires : |  |
|              |  |
| (Maillot)    |  |

| Titulaires : |  |
|              |  |
| (Maillot)    |  |

| Titulaires : |  |
|              |  |
| (Maillot)    |  |

| Titulaires : |  |
|              |  |
| (Maillot)    |  |

| Titulaires : |  |
|              |  |
| (Maillot)    |  |

| Titulaires : |  |
|              |  |
| (Maillot)    |  |

| Titulaires : |  |
|              |  |
| (Maillot)    |  |

| Titulaires : |  |
|              |  |
| (Maillot)    |  |

| Titulaires : |  |
|              |  |
| (Maillot)    |  |

| Titulaires : |  |
|              |  |
| (Maillot)    |  |

| Titulaires : |  |
|              |  |
| (Maillot)    |  |

| Titulaires : |  |
|              |  |
| (Maillot)    |  |

| Titulaires : |  |
|              |  |
| (Maillot)    |  |

| Titulaires : |  |
|              |  |
| (Maillot)    |  |

| Titulaires : |  |
|              |  |
| (Maillot)    |  |

| Titulaires : |  |
|              |  |
| (Maillot)    |  |

| Titulaires : |  |
|              |  |
| (Maillot)    |  |

| Titulaires : |  |
|              |  |
| (Maillot)    |  |

| Titulaires : |  |
|              |  |
| (Maillot)    |  |

| Titulaires : |  |
|              |  |
| (Maillot)    |  |

| Titulaires : |  |
|              |  |
| (Maillot)    |  |

| Titulaires : |  |
|              |  |
| (Maillot)    |  |

| Titulaires : |  |
|              |  |
| (Maillot)    |  |

## Parcours LCFA-Constantine

### Tour 1
|    | Date | Club | Score | Club | Lieu |
| -- | ---- | ---- | ----- | ---- | ---- |
| 1  |      | ...  | -     | ...  |      |
| 2  |      | ...  | -     | ...  |      |
| 3  |      | ...  | -     | ...  |      |
| 4  |      | ...  | -     | ...  |      |
| 5  |      | ...  | -     | ...  |      |
| 6  |      | ...  | -     | ...  |      |
| 7  |      | ...  | -     | ...  |      |
| 8  |      | ...  | -     | ...  |      |
| 9  |      | ...  | -     | ...  |      |
| 10 |      | ...  | -     | ...  |      |
| 11 |      | ...  | -     | ...  |      |
| 12 |      | ...  | -     | ...  |      |
| 13 |      | ...  | -     | ...  |      |
| 14 |      | ...  | -     | ...  |      |
| 15 |      | ...  | -     | ...  |      |
| 16 |      | ...  | -     | ...  |      |

### Tour 2
|    | Date | Club | Score | Club | Lieu |
| -- | ---- | ---- | ----- | ---- | ---- |
| 1  |      | ...  | -     | ...  |      |
| 2  |      | ...  | -     | ...  |      |
| 3  |      | ...  | -     | ...  |      |
| 4  |      | ...  | -     | ...  |      |
| 5  |      | ...  | -     | ...  |      |
| 6  |      | ...  | -     | ...  |      |
| 7  |      | ...  | -     | ...  |      |
| 8  |      | ...  | -     | ...  |      |
| 9  |      | ...  | -     | ...  |      |
| 10 |      | ...  | -     | ...  |      |
| 11 |      | ...  | -     | ...  |      |
| 12 |      | ...  | -     | ...  |      |

### Dernier Tour
- le :

|   | Date | Club              | Score | Club | Lieu |
| - | ---- | ----------------- | ----- | ---- | ---- |
| 1 |      | USM Khenchela     | -     | ...  |      |
| 2 |      | EJ Philippeville  | -     | ...  |      |
| 3 |      | JSM Philippeville | -     | ...  |      |
| 4 |      | USM Bône          | -     | ...  |      |
| 5 |      | ESFM Guelma       | -     | ...  |      |
| 6 |      | AS Bône           | -     | ...  |      |

## Parcours des finalistes

### Seizième de finale
- Résultats du seizième de finale de la Coupe d'Afrique du Nord 1953-1954:

|                 | Date            | Club              | Score                           | Club               | Lieu |
| --------------- | --------------- | ----------------- | ------------------------------- | ------------------ | ---- |
| 1               |                 | ES Sahel          | 2 - 2                           | USM Blida          |      |
| 2               |                 | Red Star Algérois | 5 - 0                           | USM Khenchela      |      |
| 3               |                 | USCC Témouchent   | 3 - 1                           | Olympique Marocain |      |
| 4               |                 | Olympique Marengo | 1 - 0                           | JSM Tiaret         |      |
| 5               |                 | GC Oran           | 6 - 1                           | ASF Tanger         |      |
| 6               |                 | AS Saint-Eugène   | 3 - 1 a.p                       | USD Meknès         |      |
| 7               |                 | ESFM Guelma       | 4 - 1                           | CA Gaz Tunis       |      |
| 8               |                 | AGS Mascara       | 3 - 0 Victoire attribué à l'USM | US Marocain        |      |
| 9               |                 | GS Orléansville   | 3 - 1                           | WA Casablanca      |      |
| 10              | 10 janvier 1954 | AS Bône           | 3 - 1                           | JSM Tlemcen        |      |
| 11              |                 | AS Boufarik       | 1 - 0                           | USM Bône           |      |
| 12              |                 | JSM Philippeville | 1 - 0                           | SA Marrakech       |      |
| 13              |                 | Stade Marocain    | 1 - 0                           | Stade Tunisien     |      |
| 14              |                 | USM Oran          | 3 - 2                           | Olympique de Tunis |      |
| 15              |                 | EJ Philippeville  | 5 - 2                           | Patriote de Sousse |      |
| 16              |                 | Racing Casablanca | 3 - 1                           | CS Hammam Lif      |      |
| Match rejoué le |                 |                   |                                 |                    |      |
| 6               |                 | USM Blida         | 1 - 0                           | ES Sahel           |      |

### Huitièmes de finale
- Résultats des huitièmes de finale de la Coupe d'Afrique du Nord 1953-1954:

|                 | Date | Club            | Score     | Club              | Lieu |
| --------------- | ---- | --------------- | --------- | ----------------- | ---- |
| 1               |      | AS Saint-Eugène | 3 - 1 a.p | Stade Marocain    |      |
| 2               |      | ESFM Guelma     | 3 - 1     | AS Boufarik       |      |
| 3               |      | USM Blida       | 2 - 0     | EJ Philippeville  |      |
| 4               |      | GC Oran         | 4 - 1     | JSM Philippeville |      |
| 5               |      | GS Orléansville | 1 - 0     | Racing Casablanca |      |
| 6               |      | AS Bône         | 0 - 0 a.p | USCC Témouchent   |      |
| 7               |      | US Marocain     | 5 - 0     | RS Alger          |      |
| 8               |      | USM Oran        | 2 - 1     | Olympique Marengo |      |
| Match rejoué le |      |                 |           |                   |      |
| 6               |      | USCC Témouchent | 1 - 0     | AS Bône           |      |

### Quarts de finale
- Résultats des quarts de finale de la Coupe d'Afrique du Nord 1953-1954:

|   | Date | Club            | Score     | Club            | Lieu |
| - | ---- | --------------- | --------- | --------------- | ---- |
| 1 |      | USM Blida       | 1 - 0     | GC Oran         |      |
| 2 |      | USCC Témouchent | 2 - 0 a.p | AS Saint-Eugène |      |
| 3 |      | ESFM Guelma     | 3 - 1 a.p | GS Orléansville |      |
| 4 |      | USM Oran        | 2 - 1     | US Marocain     |      |

### Demi-finales
- joués le 3 avril 1954[8].

|   | Date | Club            | Score | Club        | Lieu |
| - | ---- | --------------- | ----- | ----------- | ---- |
| 1 |      | USM Oran        | 1 - 0 | USM Blida   |      |
| 2 |      | USCC Témouchent | 2 - 0 | ESFM Guelma |      |

| Titulaires : |  |  |  |
| |  |  |  |
| 1. Bouameur Arroumia; 2. Larbi Naier 3. Kouider Bendjahen 4. Lasni Mokhtar; 5. Tahar Derrouis 6. Cheraka Cerra 7. Ghanem Soualmia 8. Lakhder Moussa 9. Omar Nekkache 10. Mohamed Benhamou (Fenoun) 11. Benaouda Boudjellal (Tchengo) |  |  |  |
| Entraîneur : |  |  |  |
| |  |  |  |

| Titulaires : |  |
| |  |
| 1. Saïd Bayou 2. Maâmar Ousser 3. Smaïl Khabatou 4. Belkacem Bouguerra 5. Belkacem Chalane 6. Rachid Hadji 7. Mustapha Begga 8. M'hamed Sebkhaoui 9. Abdelkader Mazouz 10. Braham Brakni 11. Dahmane Mokhtar |  |
| Entraîneur : |  |
| Smaïl Khabatou |  |

| Titulaires : |  |  |  |
| |  |  |  |
| 1. Bouameur Arroumia; 2. Larbi Naier 3. Kouider Bendjahen 4. Lasni Mokhtar; 5. Tahar Derrouis 6. Cheraka Cerra 7. Ghanem Soualmia 8. Lakhder Moussa 9. Omar Nekkache 10. Mohamed Benhamou (Fenoun) 11. Benaouda Boudjellal (Tchengo) |  |  |  |
| Entraîneur : |  |  |  |
| |  |  |  |

| Titulaires : |  |
| |  |
| 1. Saïd Bayou 2. Maâmar Ousser 3. Smaïl Khabatou 4. Belkacem Bouguerra 5. Belkacem Chalane 6. Rachid Hadji 7. Mustapha Begga 8. M'hamed Sebkhaoui 9. Abdelkader Mazouz 10. Braham Brakni 11. Dahmane Mokhtar |  |
| Entraîneur : |  |
| Smaïl Khabatou |  |

| Titulaires : |  |
| |  |
| (Maillot Bleu, Culotte Blanche) 1. Pierre Vissus; (28 ans) 2. Belkaceur Baghli (26 ans) 3. Sauveur Rodriguez (34 ans) 4. Iglesias M. Lopez (26 ans) 5. Jean Garcia (23 ans) 6. Antonio Garcia (22 ans) 7. Salem 8. Benyelka Sabi (24 ans) 9. Jean Albin (22 ans) 10. André Gonzalvès (29 ans) 11. Benitez II (dit Toto) (32 ans) |  |
| Entraîneur : |  |
| Sauveur Rodriguez |  |

| Titulaires : |  |
| |  |
| (Maillot Noir, Culotte Blanche) 1. Belhaouès 2. Abda I 3. Chemani 4. Bensaada 5. Chorfi 6. Khelif 7. Bara 8. Abda II 9. Dafri 10. Saidi 11. Abda III |  |

| Titulaires : |  |
| |  |
| (Maillot Bleu, Culotte Blanche) 1. Pierre Vissus; (28 ans) 2. Belkaceur Baghli (26 ans) 3. Sauveur Rodriguez (34 ans) 4. Iglesias M. Lopez (26 ans) 5. Jean Garcia (23 ans) 6. Antonio Garcia (22 ans) 7. Salem 8. Benyelka Sabi (24 ans) 9. Jean Albin (22 ans) 10. André Gonzalvès (29 ans) 11. Benitez II (dit Toto) (32 ans) |  |
| Entraîneur : |  |
| Sauveur Rodriguez |  |

| Titulaires : |  |
| |  |
| (Maillot Noir, Culotte Blanche) 1. Belhaouès 2. Abda I 3. Chemani 4. Bensaada 5. Chorfi 6. Khelif 7. Bara 8. Abda II 9. Dafri 10. Saidi 11. Abda III |  |

### Finale
- joués le 1er mai 1954[9].

|   | Date       | Club            | Score | Club     | Lieu                           |
| - | ---------- | --------------- | ----- | -------- | ------------------------------ |
| 1 | 1 Mai 1954 | USCC Témouchent | 1 - 0 | USM Oran | Stade Vincent-Monréal / (Oran) |

| Titulaires : |  |
| |  |
| 1. Pierre Vissus; (28 ans) 2. Belkaceur Baghli (26 ans) 3. Sauveur Rodriguez (34 ans) 4. Iglesias M. Lopez; (26 ans) 5. Antonio Garcia (22 ans) 6. Jean Garcia; (23 ans) 7. Benyelka Sabi (24 ans) 8. André Gonzalvès (29 ans) 9. Samuel Mimoun (23 ans) 10. Jean Albin (22 ans) 11. Toto Bénitez (32 ans) |  |
| Remplaçants : |  |
| Ange Gargia (30 ans), Grégoire Martinez (29 ans) |  |
| Entraîneur : |  |
| Sauveur Rodriguez |  |

| Titulaires : |  |
| |  |
| 1. Zoubir; 2. Lasni Mokhtar (25 ans) 3. Kouider Bendjahène (33 ans) 4. Mustapha Bendjahène 5. Tahar Derrouis (25 ans) 6. Cherraka Cerra (21 ans) 7. Mohamed Benhamou (Fenoun) (26 ans) 8. Lakhder Moussa (30 ans) 9. Ghanem Soualmia (25 ans) 10. Omar Nekkache (30 ans) 11. Benaouda Boudjellal (27 ans) |  |
| Remplaçants : |  |
| Bouameur Aroumia (26 ans), Larbi Naier (24 ans), Aissa Hamadene (22 ans) |  |
| Entraîneur : |  |
| Louis Dossat |  |

| Titulaires : |  |
| |  |
| 1. Pierre Vissus; (28 ans) 2. Belkaceur Baghli (26 ans) 3. Sauveur Rodriguez (34 ans) 4. Iglesias M. Lopez; (26 ans) 5. Antonio Garcia (22 ans) 6. Jean Garcia; (23 ans) 7. Benyelka Sabi (24 ans) 8. André Gonzalvès (29 ans) 9. Samuel Mimoun (23 ans) 10. Jean Albin (22 ans) 11. Toto Bénitez (32 ans) |  |
| Remplaçants : |  |
| Ange Gargia (30 ans), Grégoire Martinez (29 ans) |  |
| Entraîneur : |  |
| Sauveur Rodriguez |  |

| Titulaires : |  |
| |  |
| 1. Zoubir; 2. Lasni Mokhtar (25 ans) 3. Kouider Bendjahène (33 ans) 4. Mustapha Bendjahène 5. Tahar Derrouis (25 ans) 6. Cherraka Cerra (21 ans) 7. Mohamed Benhamou (Fenoun) (26 ans) 8. Lakhder Moussa (30 ans) 9. Ghanem Soualmia (25 ans) 10. Omar Nekkache (30 ans) 11. Benaouda Boudjellal (27 ans) |  |
| Remplaçants : |  |
| Bouameur Aroumia (26 ans), Larbi Naier (24 ans), Aissa Hamadene (22 ans) |  |
| Entraîneur : |  |
| Louis Dossat |  |

| Coupe d'Afrique du Nord Vainqueur 1953-1954 |
| ------------------------------------------- |
| USCC Témouchent Premier titre               |